# Костел Матері Божої Неустанної Помочі (Левандівка)
Костел Матері Божої Неустанної Помочі на Левандівці — втрачений римо-католицький дерев'яний храм у Львові, у місцевості Левандівка.

## Історія
Ініціативи з будівництва костелу на Левандівці з'явилися перед Першою світовою війною, однак землю під будівництво, організований мешканцями комітет, отримав від міста лише 1921 року. Це була ділянка на розі вулиць Шевченка (тепер Широка) та Міської (нині Сяйво). Того ж року архітектор Генрик Заремба безплатно виконав проєкт. Навесні 1922 року розпочали будівництво, яке вели коштом місцевих мешканців та дотацій курії. 5 серпня 1923 року храм урочисто освятив ксьондз-інфулат о. Вінцентій Чайковський. Відбулося канонічне затвердження самостійної парафії. Встановлено 6-голосну фісгармонію. 1926 року з'явилися дзвони, які освятив архиєпископ Болеслав Твардовський. 
У храмі були два вівтарі — головний з іконою Матері Божої Неустанної Помочі і бічний. Окрім того був амвон, хрестильниця, дві сповідальниці, дванадцять лав. На фоні подібних тимчасових дерев'яних храмів Львова того часу, левандівський вирізнявся мальовничістю архітектури. Автор не використовував популярні форми «закопанського стилю», а натомість базувався скоріше на прикладах проєктування заміських садиб. У проєкті застосовано деякі мотиви місцевого різновиду ар деко (невідомо чи реалізовані). Збережені креслення не узгоджуються між собою і ймовірно відображають різні варіанти, що існували до остаточного затвердження проєкту. Конструкція була зрубна на кам'яних фундаментах, тинькована. Складалася з прямокутної нави, коротшого та вужчого пресбітерія, замкнутого гранчастою абсидою. З півночі до пресбітерія примикало муроване захристя. Храм перекрито трапецієвидним склепінням. До фасаду примикав відкритий ґанок.
1931 року Левандівка увійшла до складу Львова, як частина дільниці VII. 1937 року через зміни у парцеляції теренів постала потреба звільнити ділянку і збудувати костел в іншому місці. 1939 року прийнято остаточне рішення розібрати храм, однак планам завадив початок Другої світової війни. У 1945—1946 роках виїхали два священники, що були адміністраторами парафії. Частину церковних речей вивезли із собою і з часом вони опинилися в кількох храмах Польщі, зокрема, у Доманюві Олавського повіту, Любачеві, Любінці-Новому та Гливицях. Згодом храм передано православній церкві, а 1960 року розібрано (вже за комуністів). У 1991–1996 роках приблизно на цьому місці збудовано церкву Покрови Пресвятої Богородиці УПЦ КП. До деякої міри вигляд втраченого храму відомий з однієї збереженої фотографії.